# Regiunea Botoșani

Regiunea Botoșani în cadrul împărţirii administrative a României 1950-1952

Regiunea Botoșani a fost o diviziune administrativ-teritorială situată în zona de nord-est a Republicii Populare Române, înființată în anul 1950, când au fost desființate județele (prin Legea nr.5/6 septembrie 1950). Ea a existat până în anul 1952, când teritoriul său a fost încorporat în regiunea Iași, fiind transferat în 1956 regiunii Suceava. 

## Istoric
Reședința regiunii a fost la Botoșani, iar teritoriul său cuprindea până la reorganizarea din 1952 un teritoriu asemănător cu cel al actualului județ Botoșani. 

## Vecinii regiunii Botoșani
Regiunea Botoșani se învecina:
- (1950 - 1952): la est cu RSS Moldovenească, la sud cu regiunea Iași, la vest cu regiunea Suceava, iar la nord cu RSS Ucraineană.

## Raioanele regiunii Botoșani
Între 1950 și 1952, Regiunea Botoșani cuprindea 5 raioane: Botoșani, Darabani, Dorohoi, Săveni și Trușești.